# Marcella Pattyn
Marcella Pattyn (18 de agosto de 1920 — Courtrai, 14 de abril de 2013) foi a última beguina.
Marcella Pattyn nasceu no Congo Belga em 18 de agosto de 1920. Desde criança, Marcella queria entrar em alguma ordem religiosa. Entretanto, como era quase cega, foi rejeitada por uma comunidade após uma semana de teste - fato que a marcou até seus últimos dias. Ela só foi aceita no beguinário de Sint-Amadsberg, em Gante, quando, em 1941, uma tia rica fez uma doação à comunidade. Em 1960, Pattyn mudou-se para o beguinário de Santa Isabel, em Courtrai, onde permaneceu até 2008, quando foi transferida para uma casa de repouso até seu falecimento, em 14 de abril de 2013.
Por toda sua vida, dedicou-se às atividades tradicionais das beguinas. Notadamente, se dedicava a atividades religiosas como rezar e ir à missa, onde por vezes tocava o órgão. Também fazia roupas para bebês em um tear manual e fiava. Como atividade caridosa, visitava doentes, para quem frequentemente tocava seu banjo.
Juffrouw Marcella, como era conhecida, ficou conhecida por ser a última beguina. O movimento beguinário já vinha em lenta decadência - em 1960, quando Pattyn entrou nele, o beguinário de Courtrai contava com apenas nove beguinas. Quando soube-se que ela era a última de suas irmãs, Marcella tornou-se ainda mais popular em sua cidade; nos seus últimos dias tornou-se bastante conhecida em Courtrai, onde passeava em uma cadeira de rodas elétrica. Há uma estátua de bronze em sua homenagem no beguinário de Courtrai.